# NGO
 Der er for få eller ingen kildehenvisninger i denne artikel, hvilket er et problem. Du kan hjælpe ved at angive troværdige kilder til de påstande, som fremføres i artiklen.

En NGO eller ngo (forkortelse for non-governmental organization, direkte oversat "ikke-statslig organisation") er en type af organisation, som ikke direkte styres af en stat, og omfatter for eksempel ikkestatslige velgørenheds-, menneskettigheds- og miljøorganisationer.

## Inddeling i fire hovedgrupper
Ngo'er kan inddeles i fire hovedgrupper
- Interesseorganisationer (fx handicaporganisationer, fagforbund, miljøorganisationer og fritidsorganisationer)
- Kirkelige organisationer
- Mellemfolkelige organisationer (græsrødder, venskab, udveksling)
- Udviklings- og nødhjælpsorganisationer

## Eksempler på NGOer
- Transparency International
- Amnesty International
- Greenpeace
- Danmarks Naturfredningsforening

Andre eksempler på NGO'er som holder til i Danmark er: NOAH, Anima, Den grønne studenterbevægelse der er en del af  Klimabevægelsen, World Animal Protection Danmark, Bien, der er en del af  Borgerlønsbevægelsen, Dyrenes Venner, Dyrefondet, Global Aktion, Oxfam IBIS Danmark, Dyrenes Beskyttelse, Nyt Europa,  IT-Politisk Forening, Rådet for Grøn Omstilling.